# How the Test Was Won
«How the Test Was Won» (с англ. — «Как был пройден тест») — одиннадцатый эпизод двадцатого сезона мультсериала «Симпсоны».

## Сюжет
Серия начинается с того, что Мардж и Гомер празднуют начало учебного года.
В школе начинается Вице-Президентский Оценочный Тест. Барт получает 100 % за свою работу «Съешь мои сопли», а Лиза — 96 %. В результате этого Барт освобождается от теста и будет отвезён на вертолёте на вечеринку с пиццей вместе с другими учениками, получившими 100 %. Этими учениками оказались Джимбо Джонс, Керни Зизвич, Дольф Старбим, Нельсон Манц и Ральф Виггам, но выясняется, что это самые плохие ученики, которых для того, чтобы дети хорошо написали тест, специально изолировали от других учеников. Эти ученики вместе с директором Скиннером и Отто уезжают на автобусе в Столичный город. Когда Ральф уходит в туалет, вандалы уничтожают автобус (однако Отто сидел в нём). Они пытаются вернуться, но Ральф оказывается на мусорной барже. Скиннер подаёт сигнал о спасении Ральфа водителю с помощью рогатки, но случайно оглушает его. Он спасает Ральфа, прыгая на борт судоходного корабля с помощью подъёмного крана и используя закон о сохранении углового момента. В конечном счёте судно сменяется в позиции, что позволило Скиннеру, мальчикам и Отто прыгнуть на корабль. Поскольку он поворачивается назад, корабль приплывает к школе. Скиннер убеждает детей, что им надо лучше учиться, и читает им «Приключения Гекльберри Финна», пока они не приплывают в школу.
Тем временем у Гомера заканчивается страховка, и он идёт в офис фирмы, но выясняется, что её владелец уехал на свадьбу дочери до трёх часов, в связи с чем он пытается избежать до этого времени повреждений себя и людей, находящихся у него дома, чтобы ему не пришлось платить за свои действия. Выясняется, что к ним домой придёт Клуб Книголюбов (Агнес Скиннер, Куки Кван, Линдси Нейгл, Бернис Хибберт, Хелен Лавджой и Луан Ван Хутен). Гомер воображает, что всех книголюбов убили, а Мардж целуется с Линдси Нейгл. Когда до трёх часов осталось 10 секунд, Гомер спасает Миссис Скиннер от ножа, Линдси Нейгл от вентилятора и Луан Ван Хутен от мечей, но в 3:01 нож попадает в мистера Бернса, гуляющего рядом с их домом. Выяснилось, что Мардж не заплатила за страховку Гомера, чтобы знать, что её муж может, а что нет. Тем временем Лиза не может решить свой тест, но приходит Скиннер вместе с детьми и отменяет тест и запрет на танцы, и в конце все танцуют.

## Культурные отсылки
- Название пародирует фильм «Как был завоёван Запад»
- Финальный танец является отсылкой к фильму «Свободные»
- Когда Гомер узнаёт, что не застрахован, то говорит: «Как с плохим соседом, никого рядом» (англ. Like a bad neighbor, no one is there), что пародирует слоган State Farm Insurance «Как с хорошим соседом, State Farm рядом» (англ. Like a good neighbor, State Farm is there)
- Когда Скиннер бежит вперёд по контейнеру и в Приют для музыкально-одарённых падает пианино, там играют 66 импровизированную фантазию Фредерика Шопена

## Оценка критиков и публики
Эпизод получил смешанные отзывы от телевизионных критиков.
Стив Хейслер с The A.V Club написал: «Я сожалею, но „How the Test Was Won“ был почти так же плох, как и дела в эти дни — он был худшим из эпизодов сезона, а, может быть, и одним из худших эпизодов об этой храброй новой эре жёлтых людей, который я видел.»
Эрик Эспелшеглер из TV Verdict прокомментировал: «Несмотря на три сильных сетапа и классный первый акт, эпизод, только поднявшись в воздух, потерпел аварийное крушение ещё до финала в стиле „Свободных“. Там можно было посвятить достаточно много времени истории Гомера, но они уделили много времени извилистой и в конечном итоге скучной истории про Скиннера, пытающемся сохранять свои тупые требования после попадания в Столичный город».
Роберт Кэннинг из IGN дал эпизоду 8.8 из 10, сказав: «Умные, смешные полчаса», а также похвалил сцену на диване и сюжет про Гомера, отметив, однако, что конец не то, к чему всё шло. Также IGN признали этот эпизод лучшим эпизодом сезона.